# Cristóbal de Mendoza
 (janvier 2020).
Si vous disposez d'ouvrages ou d'articles de référence ou si vous connaissez des sites web de qualité traitant du thème abordé ici, merci de compléter l'article en donnant les références utiles à sa vérifiabilité et en les liant à la section « Notes et références ».

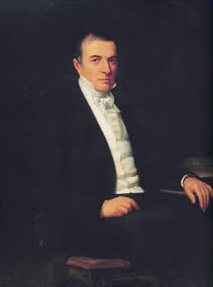
Cristóbal de Mendoza

Cristobal de Mendoza né à Trujillo le 23 juin 1772 et mort à Caracas le 8 février 1829, est un homme d'État.
Il fut le premier président du Venezuela du 5 mars 1811 au 21 mars 1812.

## Biographie
Après avoir obtenu une maîtrise en philosophie à Caracas et son docteur utriusque juris (docteur en droit canonique et civil) en République dominicaine, au début de sa carrière, il a servi dans divers cabinets d'avocats à Trujillo, Mérida et Caracas. Il a déménagé à Barinasen 1796 pour pratiquer le droit, et en 1807 fut élu maire de Barinas. En 1810, Mendoza a rejoint le mouvement insurgé lancé par de riches citoyens caracans contre la couronne espagnole et en 1811  a été élu pour représenter la province de Barinas lors du tout nouveau Congrès constitutif du Venezuela. Quelques jours plus tard, il a été nommé premier président de la Première République du Venezuela, un rôle qu'il a partagé dans le cadre d'un triumvirat. Jusqu'à la fin de son mandat en mars 1812, Mendoza a commencé la guerre d'indépendance contre les parties du Venezuela qui soutenaient encore la monarchie espagnole, a rédigé la Déclaration d'indépendance du Venezuela, et a également participé à la construction de la première Constitution de la République du Venezuela.